# La Trinité-des-Laitiers
La Trinité-des-Laitiers é uma comuna francesa na região administrativa da Normandia, no departamento Orne. Estende-se por uma área de 10,86 km². Em 2010 a comuna tinha 69 habitantes (densidade: 6,4 hab./km²).